# Sono Chi no Sadame
JoJo (Sono Chi no Sadame)' (яп. ジョジョ～その血の運命（さだめ) Соно Ти но Садамэ, Судьба этой крови) — дебютный сингл, исполненный японским певцом Хироаки «Томми» Томинагой, членом музыкальной рок-брасс группы Bluff. Автором текста выступает Сёко Фудзибаяси, композитором — Кохэй Танака, аранжировкой занимался Ко Отани. Сингл использовался в качестве открывающей темы к аниме-экранизации манги 1987 года — JoJo's Bizarre Adventure, первой арки Phantom Blood.. Раннее Фудзибаяси и Танака работали над совместными синглами, например, альбома We Are! к аниме One Piece. Задачей Томинаги заключалась в придаче песне «духа старого аниме», которая должна была бы вызвать у слушателя чувство ностальгии. При этом Дзюн Ямамото из журнала Billboard, отметил, как через песню сумел ощутить страсть и амбиции Джонатана Джостара в его борьбе с Дио Брандо.
После выпуска сингл занял 14 место в списке чартов по версии Oricon: сначала занял 52 место в списке хит-парадов Японии года, но затем поднялся на 19 место. В списке хит-парадов для аниме сингл Sono Chi no Sadame занял 5 место, а в списке независимых синглов — 10. Синглу удавалось сохранять место в списке чартов в течение 12 недель после выпуска, при этом выпуск следующего сингла — Bloody Stream, повлиял на кратковременный рост популярности Sono Chi no Sadame, подняв его с 65 на 41 место за неделю в списке чартов.

## Сингл
Все тексты написаны Сёко Фудзибаяси, вся музыка написана Кохэй Танака.
| №                   | Название                                                         | Длительность |
| ------------------- | ---------------------------------------------------------------- | ------------ |
| 1.                  | «JoJo ~Sono Chi no Sadame~» (ジョジョ～その血の運命（さだめ）～) | 4:23         |
| 2.                  | «JoJo ~Sono Chi no Sadame~» (Инструментальная версия)            | 4:23         |
| Общая длительность: | Общая длительность:                                              | 8:44         |

## Текст
| (ДжоДжо! ДжоДжо! ДжоДжо!) |

|                                                        |
| С неба упали две звезды! Разрывая облака.              |
| И нарушен, теперь уж навсегда.Тьмы и света мерный ход. |
| Рябь на глади судьбы, так похожи следы хамона.         |

|                                                                               |
| Пусть направит солнце тех, кто чести выбрав путь своей душой, не пощадит зла! |
| Те кто ставят выше всех желания свои. Пусть сгинут навсегда!                  |

|                                           |
| (ДжоДжо! ДжоДжо! ДжоДжо! ДжоДжо! ДжоДжо!) |

|                                                                |
| В сердцах, что бьются в такт уже искрит безумной ярости огонь. |
| И стремится пульс их новых сил вперёд.                         |
| Приключение неразлучное на век!                                |
| С храбростью они, принимают зов судьбы                         |
| ~То судьба что в их крови~ ДжоооооооооооооДжо                  |

|                                                          |
| Жребий брошен! Он ничего не поделает, только идёт вперёд |
| Вечно-странствующий проходимец                           |
| Падает через безумную спираль                            |

|                                                |
| Золотой дух человека, что побеждает его страхи |
| Борется ради тех двоих, что встретились, В бой |

|                                           |
| (ДжоДжо! ДжоДжо! ДжоДжо! ДжоДжо! ДжоДжо!) |

|                                                      |
| Занавес поднимается перед бесконечным рассказом      |
| Пусть искры, словно жизнь, освещают дни вашей юности |
| Моя судьба освещает будущее, что вы принесётеǃ       |
| ~Судьба этой крови~ ДжоооооооооооооДжо               |

|                                      |
| Две судьбы объединяются не разделимо |
| Всё началось в этот миг              |

|                                                      |
| Трепещущие сердца горят, словно объяты пламенем      |
| Пульс, что бьётся дальше от ладони                   |
| Смело обнимает их судьбу!                            |
| Занавес поднимается перед бесконечным рассказом      |
| Пусть искры, словно жизнь, освещают дни вашей юности |
| Моя судьба освещает будущее, что вы принесётеǃ       |
| ~Судьба этой крови~ ДжооооооооооооооооооооооДжо      |

|                           |
| (ДжоДжо! ДжоДжо! ДжоДжо!) |